# Kanton Maure-de-Bretagne
Der Kanton Maure-de-Bretagne war von 1790 bis 2015 ein französischer Wahlkreis im Arrondissement Redon, im Département Ille-et-Vilaine und in der Region Bretagne; sein Hauptort war Maure-de-Bretagne. 

## Geschichte
Der Kanton entstand am 15. Februar 1790. Von 1801 bis 2015 gehörten neun Gemeinden zum Kanton Maure-de-Bretagne. Mit der Neuordnung der Kantone in Frankreich wurde der Kanton 2015 aufgelöst und die Gemeinden wechselten zu anderen Kantonen.

## Lage
Der Kanton lag im Südwesten des Départements Ille-et-Vilaine. 

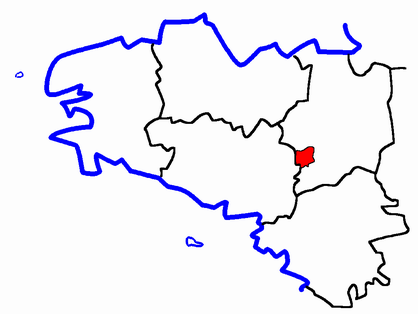
Lage des Kantons Maure-de-Bretagne innerhalb der Bretagne

## Gemeinden
| Gemeinde            | Bretonisch       | Einwohner (2022) | Fläche (km²) | Code postal | Code Insee |
| ------------------- | ---------------- | ---------------- | ------------ | ----------- | ---------- |
| Bovel               | Bovel            | 600              | 14.60        | 35330       | 35035      |
| Les Brulais         | Ar Brugeier      | 541              | 11.96        | 35330       | 35046      |
| Campel              | Kempel           | 487              | 11.10        | 35330       | 35048      |
| La Chapelle-Bouëxic | Chapel-ar-Veuzid | 1.527            | 20.66        | 35330       | 35057      |
| Comblessac          | Komlec'hieg      | 677              | 17.23        | 35330       | 35084      |
| Loutehel            | Loutehel         | 235              | 7.21         | 35330       | 35160      |
| Maure-de-Bretagne   | Anast            | 3326             | 66.76        | 35330       | 35168      |
| Mernel              | Merenell         | 1.017            | 17.37        | 35330       | 35175      |
| Saint-Séglin        | Sant-Sewenn      | 600              | 9.40         | 35330       | 35311      |
| Kanton              | Anast            | 8634             | 176.29       | -           | 3521       |

## Bevölkerungsentwicklung
| 1962 | 1968 | 1975 | 1982 | 1990 | 1999 | 2006 | 2012 |
| ---- | ---- | ---- | ---- | ---- | ---- | ---- | ---- |
| 6765 | 6457 | 6115 | 5977 | 6148 | 6278 | 7625 | 8634 |

## Politik
Der Kanton hatte bis zu seiner Auflösung folgende Abgeordnete im Rat des Départements:  
| Vertreter im conseil général des Départements | Vertreter im conseil général des Départements | Vertreter im conseil général des Départements |
| Amtszeit                                      | Name                                          | Partei                                        |
| --------------------------------------------- | --------------------------------------------- | --------------------------------------------- |
| 1945–1964                                     | Joseph Lagrée                                 | DVD                                           |
| 1964–1988                                     | Ange Barre                                    | MRP, dann CD, dann UDF-CDS                    |
| 1988–1994                                     | Georges François                              | DVD                                           |
| 1994–2008                                     | Marcel Joly                                   | UDF                                           |
| 2008–2015                                     | Pierre-Yves Reboux                            | MoDem, dann PRG                               |